# Ленинградский партизанский край
Ленинградский партизанский край — первый район действия партизан, возникший в годы Великой Отечественной войны. Борьба в немецком тылу началась здесь уже в июле 1941 года. На момент осени 1941 года в этой области действовало 177 отрядов общей численностью 5 тысяч человек. Из них 57 отрядов были сформированы в Ленинграде и засланы в тыл врага. На 1942 год партизанскую войну вели 5 бригад, 57 отрядов и более 20 групп партизан, вооруженных автоматическим оружием, противотанковыми орудиями и ружьями. На 1944 год на этой территории действовало 30 партизанских бригад общей численностью 35 тысяч человек.

## История возникновения
Партизанские отряды помогали регулярным частям Красной армии вести борьбу с врагом за осажденный город. Организационная структура для серьезного партизанского движения начала создаваться еще в самом начале войны. Постановление ЦК ВКЦ(б) и СНК СССР от 29 июня 1941 г. предписывало всем партийным и советским органам в угрожаемой полосе немедленно приступить к созданию подпольных большевистских организаций, партизанских отрядов и истребительных батальонов. Выполняя постановление ЦК ВКЦ(б) и СНК СССР, ленинградская партийная организация значительно усилила формирование партизанских отрядов. Это было тем более своевременно, что уже в июле враг вторгся в пределы области и начались кровопролитные бои на дальних подступах к Ленинграду.
Основу будущего партизанского движения оставили группы студентов и преподавателей Ленинградского института физкультуры имени П. Ф. Лесгафта. Эти заслуги были высоко оценены — институт стал единственным гражданским вузом в стране, награжденным орденом Красного Знамени. 28 июня отряды заслуженного мастера спорта Д. Ф. Косицина, преподавателя легкой атлетики К. П. Власенко и другие были переброшены в район Псковщины, где им предстояло начать свою боевую деятельность .Всего из сотрудников и студентов этого вуза было создано 13 партизанских отрядов с общим количеством в 280 человек, которые впоследствии успешно действовали на территории Ленинградской области, территория которой. после административной реформы 1927-29 гг. составляла 360,4 тыс. кв км. Согласно Постановлению ВЦИК от 1 августа 1927 г., Ленинградская область включала в себя тогда девять округов — Ленинградский, Лужский, Лодейнопольский, Мурманский, Череповецкий, Новгородский, Боровичский, Псковский и Великолукский .
В июле областной и городской комитеты ВКЦ(б) сформировали свыше 100 партизанских отрядов, насчитывавших более 3 тыс. человек. Отряды были созданы в Псковском, Гдовском, Дновском, Славковском, Осьминском, Лужском, Кингисеппском, Лядском, Тосненском, Полновском, Красногвардейском и других районах области. Они включали в себя партийный и советский актив и возглавлялись партийными работниками. Например, в Псковском районе партизанами руководили секретари Псковского районного и городского комитетов партии Киселев и Гущин, в Гдовском районе-секретарь Гдовского райкома Печатников, в Порховском районе — секретарь Порховского райкома С. А. Орлов, в Осьминском районе — секретарь Осьминского райкома Цветков, в Лужском районе — секретарь Лужского райкома Дмитриев и т. д. . Было создано 125 подпольных партийных организации, в которые вошли 88 секретарей городских и районных комитетов ВКЦ(б), 29 председателей районных и городских Советов депутатов трудящихся и сотни активных работников партийного, советского и комсомольского аппарата. При создании партизанских отрядов широко использовались кадры истребительных батальонов. Так, 24 истребительных батальона, в которых насчитывалось более трех с половиной тысяч человек, были преобразованы в партизанские отряды и оставлены в районах, где они формировались.
Активное участие в партизанском движении приняли трудящиеся Ленинграда. Многие добровольцы из дивизий народного ополчения и истребительных батальонов города включились в партизанскую борьбу. Из ленинградских дивизий народного ополчения было сформировано 6 специальных партизанских полков по 1000 и более человек в каждом. Истребительные батальоны города направили в партизанские отряды 3381 человека.
11 июля К. Е. Ворошилов и А. А. Жданов провели совещание командного и политического состава партизанских полков. Через два дня, 13 июля, А. А. Жданов пригласил на беседу в Смольный командиров и комиссаров. Бойцы-партизаны собрались в Доме культуры имени Кирова, где перед ними выступил второй секретарь Ленинградского горкома ВКП(б) А. А. Кузнецов. На этих совещаниях партизаны ознакомились с обстановкой на фронтах и задачами партизанского движения. Они дали торжественную клятву верности Родине. В тот же день партизанские полки выступили из Ленинграда в район Пскова, Гдова и Нарвы .

## Партизанские операции на территории Ленинградской области
В газете «На страже Родины» в декабре 1943 года был опубликован акт, под которым подписались партизаны. В нем говорится о том, как немцы расстреливали мирное население из пулеметов:

«20 октября в деревню Киверово немцы согнали на работу до 200 человек из деревень Гусево, Северск, Горушка, Хлуково, Максино Порховского района. 24 октября немецкие бандиты построили этих граждан в колонны и погнали по дороге. Когда колонна спустилась под гору в деревне Закрючье, вышли немцы и открыли огонь из семи пулеметов. Убито 130 человек, остальным удалось спастись в лесу. После этого немцы разграбили весь скот, хлеб и имущество в этих деревнях. Сами деревни сожжены».
Партизаны развернули многоплановые операции по борьбе с немецкими войсками. В октябре 1941 г. партизанскими отрядами был осуществлен налет на немецкие гарнизоны на станциях Судома и Плотовец; 18 января 1942 г. произошел бой за город Холм; 5 февраля 1942 г. удалось разгромить немецкий эсэсовский батальон в деревне Ясски Дедовичского района; 22 февраля 1942 г. партизаны осуществили налет на немецкий гарнизон в Дедовичах и разгромили карательный отряд в деревне Тюриково.
Вместе с партизанами в других районах страны ленинградские бригады принимали участие в специальных операциях «Рельсовая война» и «Концерт».
Всего за 32 месяца на оккупированной гитлеровцами территории Ленинградской области партизаны уничтожили более 104 тысяч немцев, подорвали и сожгли 105 самолетов, 327 танков, более 4,5 тысяч автомобилей, 326 складов с боеприпасами, продуктами и ГСМ.
Одним из самых успешных партизанских отрядов стала 3-я Ленинградская партизанская бригада под командованием старшего лейтенанта 28-летнего А. В. Германа, которая была сформирована на базе 2-й Особой бригады в июне 1942 г. Комиссаром бригады стал А. И. Исаев — кадровый армейский политработник. В ее составе было 520 партизан.
Александр Викторович Герман стал одной из крупных фигур партизанского движения. Он был кадровым военным. Окончил с отличием танковое училище. В предвоенные годы был слушателем курсов при Академии Генерального штаба РККА.
Под его руководством 3-я бригада стала ведущей силой среди других партизанских частей и соединений. Ее состав пополнялся за счет местного населения и присоединения других отрядов. В конце 1942 года в ней было уже около 400 бойцов. К апрелю 1943 года ее личный состав вырос в 4 раза.
Постоянно применяя тактику стремительных рейдов и быстрых маневров, бригада охватила своими действиями большую часть территории Порховского. Пожеревицкого, Славковичского, Новоржевского, Островского и других районов Ленинградской (ныне Псковской) области. За полугодие к середине января 1943 года бригада уничтожила около 1300 вражеских солдат и офицеров, около 20 танков и бронемашин.
В начале февраля 1943 года, в период продолжения наступления войск Северо-Западного фронта, бригада при поддержке авиации нанесла массированный удар по Старорусской железной дороге, ставшей основной железнодорожной магистралью 16-й армии, по которой противник перебрасывал свои резервы. Движение было остановлено на трое суток.
В первой половине марта общая численность личного состава бригады составила уже 1095 человек. В бригаде было создано три партизанских полка, объединяющих 12 отрядов.
За март 1943 года бойцы бригады уничтожили 913 немецких солдат и офицеров, спустили под откос 3 эшелона с живой силой и техникой, взорвали и сожгли 4 шоссейных моста, подбили 6 танков. Потери партизан составили 37 человек убитыми и 59 ранеными.
Ожесточенный характер носили бои с карателями в мае 1943 года. В течение месяца 3-я бригада вела тяжелые схватки с немецкими войсками в районе Новоржева и Пушкинских Гор. Немцы бросили против них отдельную стрелковую дивизию с артиллерией, танками и авиацией. В результате боевых действий в мае бригада уничтожила 1604 гитлеровца, пустила под откос 7 эшелонов, взорвала 16 шоссейных мостов, подорвала 12 автомашин. Потери партизан составили 39 человек убитыми и 64 ранеными.
К началу сентября гитлеровцы подготовили очередную карательную экспедицию, главным образом, против 3-й бригады. А. В. Герман принял решение вырваться из зоны действия экспедиции на юго-восток.
В д. Житница передовой отряд наткнулся на гарнизон карателей, разгромил его. Бригада вырвалась из окружения в район Ругодевских лесов, но А. В. Герман погиб при выхода из окружения. Вскоре был получен приказ Ленинградского штаба партизанского движения о присвоении бригаде имени Германа и впредь именовать её: 3-я партизанская бригада имени Германа Ленинградского штаба партизанского движения. В апреле 1944 года Александру Викторовичу Герману было посмертно присвоено звание Героя Советского Союза.
За период с 1 по 30 сентября партизаны бригады им. Германа истребили 2686 солдат и офицеров, много боевой техники врага, средств транспорта и связи.
Напряженность партизанской войны не спадала и осенью 1943— зимой 1944 года. В тылу 16-й немецкой армии по-прежнему успешно действовали полки бригады им. Германа, командовал которой в прошлом начальник штаба бригады И. В. Крылов.
Всего за октябрь 1943 года бойцы 3-й Ленинградской бригады разгромили 11 гарнизонов семи волостей, уничтожили 3417 гитлеровцев, пустили под откос 15 эшелонов, взорвали 10314 метров рельсов, 39 железнодорожных мостов, сожгли 98 автомашин, разгромили 16 различных складов.
В ноябре партизаны бригады вывели из строя участок Старорусской дороги Порхов — Подсевы, разрушив все вокзалы, стрелки и опорные пункты. Всего в ночь на 1 ноября партизаны подорвали свыше 11 тысяч рельсов и 11 железнодорожных мостов, разрушили 5 станций и разъездов. В удельном весе участия ленинградских партизан в «рельсовой войне» наибольшее количество подорванных рельсов — 22 тысячи приходилось на 3-ю бригаду. Некоторые участки железных дорог практически были выключены из эксплуатации или заблокированы.
Вывод рельсов из строя, сочетавшийся с другими железнодорожными диверсиями в тылу группы армий «Север», привел к значительному сокращению перевозок, прохождению воинских эшелонов, затруднял перегруппировку неприятельских сил.
В декабре 1943 года германовцы пустили под откос 61 состав противника, в результате чего было разбито 56 паровозов, 609 вагонов. Уничтожили 29 автомашин, 2 склада с боеприпасами и продовольствием, взорвали 26 мостов, сожгли льнозавод. В декабре 3-й Ленинградской партизанской бригаде им. Германа за успехи, достигнутые в боевой деятельности, было присуждено Красное знамя Ленинградского облисполкома.
Партизанские отряды бригады совместно с бойцами других соединений, препятствовали гитлеровцам в создании оборонительной линии «Пантера». В начале января 1944 года партизаны 3-й бригады уничтожили главного руководителя организации Тодта, возводившей линию укреплений, Теодора Брауна, взорвали вдоль рек Сороть и Великая около 200 дотов и дзотов, разрушили сотни километров проволочных заграждений и линий связи.
В период наступления советских войск под Ленинградом и Новгородом партизаны ещё более активизировали свои действия на железных дорогах. 20 января 1944 года, в день освобождения Новгорода от немецких войск партизаны 3-й бригады разгромили станции Уза, Карамышево, Подсевы и Локоть на Старорусской железной дороге. При этом были уничтожены и находящиеся на станциях эшелоны.
Партизаны также усилили удары по шоссейным дорогам. Напряженная борьба развернулась за шоссе Ленинград-Киев — одну из основных коммуникаций для 18-й армии немцев, где скопились армейские, корпусные, дивизионные и полковые части. Действия партизан согласовывались с действиями советской авиации, 3-я партизанская бригада оседлала участок дороги Цапелька — Маяково. На этом участке были взорваны мосты, разрушена телеграфно-телефонная связь, создан десятикилометровый завал. Весь участок шоссе был под контролем партизан.
Все попытки немцев выбить партизан с дороги и расчистить её от завалов не удались. Во многих местах на шоссе образовались пробки по 1000 автомашин и более. Их бомбила советская авиация. С 11 по 12 февраля партизаны взорвали 20 и сожгли 7 мостов. Чтобы вытеснить отряды бригады с шоссе, противник бросил против них два батальона пехоты с шестью танками. Было убито 439 солдат и офицеров, подорвано 4 танка и уничтожено 20 автомашин. Партизанская война шла и за другие шоссейные и проселочные дороги.
К середине февраля 1944 года все бригады, действовавшие в тылу группы армий «Север», соединились с войсками Красной армии.

## Партизанская помощь осажденному Ленинграду
Партизанские отряды не только сражались с врагом, но и собирали продукты для осажденного Ленинграда. В начале января 1942-го 150 подвод с продовольствием и фуражом через линию фронта отправил Поддорский партизанский отряд. В апреле еще 110 подвод снова собрали псковские партизаны и крестьяне. Поначалу планировалось собрать сто подвод. Но собрали в два раза больше — 42 тонны разных продуктов. Отправляться решили от деревни Нивки. Груз, поделенный на части, до последнего момента хранился в соседних деревнях. Немцы уже накануне отправления нагрянули в одну из них. За отказ выдать «склад» сожгли дом женщины с детьми.
5 марта из Нивок под охраной 60 партизан и 80 бойцов самообороны вышли 223 подводы с продуктами и 30 с фуражом для лошадей. Для безопасности разбились на семь групп, договорившись встретиться у самой линии фронта, у деревни Лапори.
Двигались только ночами, не разводя костров. Благодаря морозам под 40 градусов преодолели непроходимые Рдейские болота. Немцы искали обоз, на бреющем полете их самолеты прочесывали местность.
Путь 120 километров занял неделю. Фронт был пересечен между деревнями Каменка и Жемчугово, где у немцев не было сплошной линии обороны. Накануне партизанская разведка соединилась с фронтовой. В назначенный час автоматчики оцепили коридор шириной полтора километра. Стремительно летящие сани преодолели рубежную дорогу Старая Русса — Холм. Немцы спохватились, когда обоз уже почти в полном составе оказался на той стороне. Завязался короткий бой, несколько лошадей были убиты, возчики их выпрягали и тащили подводы сами. В деревне Черный Дор продукты перегрузили на поезд и отвезли в Кобону, откуда на полуторках через Дорогу жизни отправили в Ленинград.
19 марта, как пишет в своём дневнике боец 5-й Валдайской партизанской бригады Т. В. Игнатьев, они с друзьями узнали, что драгоценный груз уже прибыл в город. Но только 21-го, после соответствующей радиограммы из Ленинградского обкома партии, из Партизанского края спешно выехала делегация партизан и колхозников. Она пересекла линию фронта в том же месте, где обоз, а потом уже с триумфом двигалась по Большой земле и 29-го прибыла в Ленинград. На станции Всеволожская её торжественно встретило всё городское руководство. Так 29 марта стало официальной датой прибытия обоза. Посланцев Партизанского края принял в Смольном первый секретарь Ленинградского обкома партии Андрей Жданов. Они передали ему трофейный автомат, квитанцию о внесении в сбербанк 26 756 рублей и 80 копеек, собранных для нужд обороны, и 13 тетрадок — приветственное письмо с 3 тысячами подписей партизан и колхозников.
Также посланцы передали письмо Сталину. Он ответил, поблагодарив за блестяще проведённую операцию начальника штаба партизанского движения Ленинградской области Михаила Никитина.
Знаменитый обоз был не первым и не последним. В начале января 1942-го 150 подвод с продовольствием и фуражом через линию фронта отправил Поддорский партизанский отряд. В апреле еще 110 подвод снова собрали псковские партизаны и крестьяне.